# Puma Yumco
Der Puma Yumco (chinesisch 普莫雍错, Pinyin Pǔmò Yōngcuò; oder Phuma Yumco) ist ein See im Kreis Nagarzê im Regierungsbezirk Shannan des Autonomen Gebietes Tibet der Volksrepublik China.
Der See liegt 18 km südlich des Sees Yamdrok Tso. Der Puma Yumco besitzt eine Fläche von 285 km². Er liegt auf einer Höhe von 5030 m. Sein 1815 km² großes Einzugsgebiet reicht im Süden bis zum 50 km entfernten Himalaya-Hauptkamm an der Grenze zu Bhutan. Der Zongophu Kang (7047 m) im Westen und der Gejag Kangri (6970 m) im Osten begrenzen das Einzugsgebiet im Süden. Das Schmelzwasser der Gletscher (mit einer Fläche von 153 km², das sind 8,4 % des gesamten Einzugsgebietes) an der Nordflanke der Himalaya-Hauptkette bilden den Hauptanteil am jährlichen Zufluss des Seensystems. Bei Hochwasser findet ein (saisonaler) Abfluss vom Nordufer des Puma Yumco zum nördlich gelegenen Yamdrok Tso statt.